# Eóin MacWhite
Eóin MacWhite (* 7. September 1923 in Genf; † 1972) war ein irischer Prähistoriker und Diplomat.

## Leben
Eóin MacWhite wurde 1923 als Sohn des irischen Diplomaten Michael MacWhite in Genf geboren. Sein Vater war nach der Aufnahme des Irischen Freistaates in den Völkerbund 1923 zum ersten ständigen Vertreter Irlands in selbigem ernannt worden.
Auch das weitere Leben von Eóin MacWhite war von den wechselnden diplomatischen Tätigkeiten seines Vaters, und den damit verbundenen Umzügen, geprägt. So besuchte er Schulen in Washington, D.C., in Virginia und in Maryland. Später kehrte er mit seiner Familie nach Dublin zurück. Hier begann er 1940 sein Studium der Keltologie am University College Dublin. Im Jahr 1943 erhielt er einen Bachelor of Arts mit Auszeichnung. Im nächsten Jahr folgte ein Master of Arts, den er ebenfalls mit Auszeichnung erhielt. In seiner Masterarbeit hatte sich MacWhite mit spätbronzezeitlichen Depotfunden beschäftigt. Nach Beginn des Zweiten Weltkrieges kam MacWhite die irische Neutralität zugute, als er in Spanien und Portugal keltische Felszeichnungen untersuchte. Im Jahr 1946 veröffentlichte der als talentiert geltende MacWhite ein Paper über keltische Felszeichnungen in Irland, in dem er die Gemeinsamkeiten mit denen der iberischen Halbinsel näher untersuchte, sowie seine Doktorarbeit über die Bronzezeit auf der iberischen Halbinsel.
Eóin MacWhite trat – wie schon sein Vater – in den diplomatischen Dienst ein. Als Botschafter vertrat er Irland in Australien und in den Niederlanden. Neben seiner diplomatischen Karriere beschäftigte er sich weiterhin mit akademischer Forschung. In den 1950er Jahren wandte er sich der Anthropologie zu. In den 1960er Jahren galt sein Interesse der russischen Literatur.
Eóin MacWhite starb 1972 im Alter von 49 Jahren bei einem Verkehrsunfall.

## Veröffentlichungen (Auswahl)
- The Bronze Socketed Gouge in Ireland, The Journal of the Royal Society of Antiquaries of Ireland, Seventh Series, Vol. 14, No. 3 (Sep. 30, 1944), S. 160–165
- Irish Bronze Age Trumpets, The Journal of the Royal Society of Antiquaries of Ireland, Vol. 75, No. 2 (Jun., 1945), S. 85–106
- A New View on Irish Bronze Age Rock-Scribings, The Journal of the Royal Society of Antiquaries of Ireland, Vol. 76, No. 2 (Jul., 1946), S. 59–80
- On the Interpretation of Archeological Evidence in Historical and Sociological Terms, American Anthropologist, New Series, Vol. 58, No. 1 (Feb., 1956), S. 3–25
- Thomas Moore and Poland, Proceedings of the Royal Irish Academy. Section C: Archaeology, Celtic Studies, History, Linguistics, Literature, Vol. 72, (1972), S. 49–62
- Vladimir Pecherin, 1807-1885: The First Chaplain of the Mater Hospital, Dublin, and the First Russian Political Emigré, Studies: An Irish Quarterly Review, Vol. 60, No. 239/240 (Autumn – Winter, 1971), S. 29 ff.